# Dolichopoda insignis
Dolichopoda insignis är en insektsart som beskrevs av Lucien Chopard 1955. Dolichopoda insignis ingår i släktet Dolichopoda och familjen grottvårtbitare. Inga underarter finns listade i Catalogue of Life.